# Фебруарски разговори (песма)
Фебруарски разговори је дечија песма која се налази у збирци дечије књижевности Детињство, познате српске песникиње Десанке Максимовић.

## Анализа песме
Крај озиме пшенице разговарали су сенице и врапци. Врабац је тихо и са сетом рекао да има три добра друга чворка који су далеко на обалама Грчке и Африке. Једва чека да почне дувати јужни ветар, да шуме пролистају и поља процветају, па да му се другови врате. Врабац за њих чува семенке и суве гроздове. Сеница на то каже да она једва чека жуњу која ће стићи крајем фебруара. Она јој је стара другарица, па јој је сачували мало сламки, кучине и браде од кукуруза да од њих себи сагради гнездо.

## О песникињи
Десанка Максимовић је српска песникиња, приповедач, романсијер, писац за децу, академик Српске академије наука и уметности, повремено преводилац, најчешће поезије с руског, словеначког, бугарског и француског језика.
Писала је песме о детињству, љубави, завичају, природи, животу, пролазности, па и смрти.
Осим њених значајних песмама за младе и одрасле, Десанка Максимови значајна је песникиња за децу. Као и остале песме, и дечије песме обилују прекрасним песничким сликама, богате су стилским фигурама и свака носи лепу поуку. Деца једнако уживају у поезији ове песникиње као и одрасли, наравно, читајући о темема које су им примереније и које могу да разумију. Управо такве песме налазе се у њеној збирци дечје књижевности „Детињство“.